# Stanisław Głuski
Stanisław Głuski (ur. 5 sierpnia 1895 w Kijowcu, pow. Biała Podlaska, zm. 21 września 1972) – legionista, polski prawnik, urzędnik konsularny i dyplomata.

## Życiorys
Urzędnik polskiej służby zagranicznej, w której pełnił funkcje - prac. MSZ (1922–1926), sekr./kier. wydz. kons. poselstwa w Rio de Janeiro (1926–1930), wicekonsula/konsula konsulatu generalnego w Królewcu (1930–1932), w tym kier. konsulatu (1932), radcy Komisariatu Generalnego w Wolnym Mieście Gdańsku (1933–1935), radcy Departamentu Politycznego MSZ (1935), I sekr. ambasady w Moskwie (1935–).
W 1940 dotarł przez Lizbonę do Wielkiej Brytanii, gdzie był zatrudniony m.in. w Ministerstwie Spraw Zagranicznych Rządu RP na uchodźstwie w Londynie (1943–1945), z ramienia tegoż resortu był członkiem Komisji do spraw polsko-sowieckich przy Rządzie R.P. (1945–). W latach 50. przebywał w Monachium.

## Ordery i odznaczenia
- Krzyż Walecznych
- Złoty Krzyż Zasługi (11 listopada 1934)[2]
- Medal Niepodległości (29 grudnia 1933)[3]
- Medal Pamiątkowy za Wojnę 1918–1921
- Medal Dziesięciolecia Odzyskanej Niepodległości
- Brązowy Medal za Długoletnią Służbę
- Oficer Orderu Gwiazdy Rumunii (Rumunia)
- Medal Zwycięstwa (Medal Międzysojuszniczy)